# Élections législatives de 1981 dans le Cantal
Les élections législatives françaises de 1981 dans le Cantal se déroulent les 14 et 21 juin 1981.

## Élus
| Circonscription | Député sortant | Parti | Parti | Député élu ou réélu | Parti | Parti |
| --------------- | -------------- | ----- | ----- | ------------------- | ----- | ----- |
| 1re             | René Souchon   |       | PS    | René Souchon        |       | PS    |
| 2e              | Pierre Raynal  |       | RPR   | Pierre Raynal       |       | RPR   |

## Positionnement des partis
Le Parti socialiste et apparentés présente des candidats au nom de la majorité présidentielle tandis que la majorité sortante UDF-RPR-CNIP se présente sous le sigle « Union pour la nouvelle majorité ». Enfin, le Parti communiste présente des candidats sous l'appellation « majorité d'union de la gauche ».

## Résultats

### Résultats à l'échelle du département
| Parti          | Parti                                       | Premier tour | Premier tour | Second tour | Second tour | Sièges |
| Parti          | Parti                                       | Voix         | %            | Voix        | %           | Sièges |
| -------------- | ------------------------------------------- | ------------ | ------------ | ----------- | ----------- | ------ |
|                | Rassemblement pour la République            | 38 575       | 44,21        | 23 646      | 45,16       | 1      |
|                | Centre national des indépendants et paysans | 8 270        | 9,48         |             |             | 0      |
|                | Union pour la nouvelle majorité             | 46 845       | 53,69        | 23 646      | 45,16       | 1      |
|                |                                             |              |              |             |             |        |
|                | Parti socialiste                            | 33 808       | 38,74        | 28 709      | 54,84       | 1      |
|                | Parti communiste français                   | 6 599        | 7,56         |             |             | 0      |
|                | Majorité présidentielle                     | 40 407       | 46,31        | 28 709      | 54,84       | 1      |
|                |                                             |              |              |             |             |        |
| Inscrits       | Inscrits                                    | 124 511      | 100,00       | 68 268      | 100,00      | 2      |
| Abstentions    | Abstentions                                 | 36 233       | 29,1         | 15 272      | 22,37       |        |
| Votants        | Votants                                     | 88 278       | 70,9         | 52 996      | 77,63       |        |
| Blancs et nuls | Blancs et nuls                              | 1 026        | 1,16         | 641         | 1,21        |        |
| Exprimés       | Exprimés                                    | 87 252       | 98,84        | 52 355      | 98,79       |        |

### Résultats par circonscription

#### Première circonscription (Aurillac)
| Candidat       | Candidat                   | Parti          | Premier tour | Premier tour | Second tour | Second tour |  |
| Candidat       | Candidat                   | Parti          | Voix         | %            | Voix        | %           |  |
| -------------- | -------------------------- | -------------- | ------------ | ------------ | ----------- | ----------- |  |
|                | René Souchon sortant réélu | PS             | 21 687       | 45,72        | 28 709      | 54,84       |  |
|                | Roger Besse                | RPR (UNM)      | 13 729       | 28,94        | 23 646      | 45,16       |  |
|                | Jean-Philippe Maurs        | CNIP (UNM)     | 8 270        | 17,45        |             |             |  |
|                | Alain Cousin               | PCF            | 3 741        | 7,89         |             |             |  |
|                |                            |                |              |              |             |             |  |
| Inscrits       | Inscrits                   | Inscrits       | 68 271       | 100,00       | 68 268      | 100,00      |  |
| Abstentions    | Abstentions                | Abstentions    | 20 286       | 29,71        | 15 272      | 22,37       |  |
| Votants        | Votants                    | Votants        | 47 985       | 70,29        | 52 996      | 77,63       |  |
| Blancs et nuls | Blancs et nuls             | Blancs et nuls | 558          | 1,16         | 641         | 1,21        |  |
| Exprimés       | Exprimés                   | Exprimés       | 47 427       | 98,84        | 52 355      | 98,79       |  |

#### Deuxième circonscription (Saint-Flour - Mauriac)
|                | Pierre Raynal sortant réélu | RPR (UNM)      | 24 846 | 62,39  |  |  |  |
|                | Yves Debord                 | PS             | 12 121 | 30,43  |  |  |  |
|                | Élie Maisonneuve            | PCF            | 2 858  | 7,18   |  |  |  |
|                |                             |                |        |        |  |  |  |
| Inscrits       | Inscrits                    | Inscrits       | 56 240 | 100,00 |  |  |  |
| Abstentions    | Abstentions                 | Abstentions    | 15 947 | 28,36  |  |  |  |
| Votants        | Votants                     | Votants        | 40 293 | 71,64  |  |  |  |
| Blancs et nuls | Blancs et nuls              | Blancs et nuls | 468    | 1,16   |  |  |  |
| Exprimés       | Exprimés                    | Exprimés       | 39 825 | 98,84  |  |  |  |